# Culex singuawaensis
Culex singuawaensis är en tvåvingeart som beskrevs av Sirivanakarn 1969. Culex singuawaensis ingår i släktet Culex och familjen stickmyggor. Inga underarter finns listade i Catalogue of Life.